# Коронник золоточеревий
Коронник золоточеревий (Myiothlypis chrysogaster) — вид горобцеподібних птахів родини піснярових (Parulidae).. Мешкає в Перу і Болівії. Його довгий час відносили до роду Коронник (Basileuterus), однак за результатами молекулярно-філогенетичного дослідження золоточеревий коронник і низка інших видів були переведені до відновленого роду Myiothlypis Чокоанський коронник (Myiothlypis chlorophrys) вважався підвидом золоточеревого коронника, однак був виділений в окремий вид.

## Опис
Довжина птаха становить 13 см, вага 11 г. Довжина крила самця становить 5,9-6,4 см, довжина крила самиці 5,8 см. Верхня частина тіла оливково-зелена, нижня частина тіла жовта, боки оливкові. Тім'я чорне, посередині жовта смуга, над очима жовті "брови".

## Поширення і екологія
Золоточереві коронники живуть у вологих тропічних рівнинних лісах і чагарникових заростях Перу і північної Болівії.